# Cut the Rope
Cut the Rope (с англ. — «Перережь верёвку») — игра-головоломка для портативных платформ, основанная на физике. Игра разработана компанией ZeptoLab и публикуется компанией Chillingo. Первая версия приложения появилась в AppStore в 2010 году, в 2011 году было выпущено продолжение игры, Cut the Rope: Experiments. 19 декабря 2013 года вышла Cut the Rope 2 на iOS (28 марта 2014 года Cut the Rope 2 вышла и на Android).
В декабре 2012 и 2013 года в течение ограниченного времени была доступна игра Cut the Rope: Holiday Gift для iPhone, iPad и Android.
По состоянию на июль 2011 года игра стала лидером в Google Play Store (Android Market). Всего загружено 45 миллионов копий игры, что принесло операционную прибыль 9 миллионов долларов.
По мотивам игры был выпущен мультсериал «Приключения Ам Няма».

## Игровой процесс
В коробке сидит маленький монстрик Ам Ням, которого надо кормить леденцами, пончиками, кексами, и другими предметами, которые можно выбрать в магазине. Сладости болтаются на веревках, и их надо правильно перерезать, чтобы сладость упала точно в рот Ам Няма, а не мимо.
Попутно следует собирать звездочки. Чем больше звездочек собрано — тем большее количество баллов будет получено за каждый уровень. Также они открывают новые локации (в игре они называются коробками): «Тканевая», «Из фольги», «Волшебная», «Валентинка», «Подарочная», «Космическая», «Игрушечная», «Инструменты», «Медовая», «DJ», «С призраками», «Паровая», «С фонариками», «Сырная», «Подушечная» и «Механическая» (самая первая называется «Картонная»). В каждой коробке появляется новый игровой объект, так или иначе мешающий или помогающий достичь цели. Также существует режим игры «Падающие конфеты» для iPad, где Ам Ням должен ловить падающие сладости.

## Оценки и мнения
| Сводный рейтинг    | Сводный рейтинг |
| Агрегатор          | Оценка          |
| ------------------ | --------------- |
| Metacritic         | 93/100          |
| Иноязычные издания |                 |
| Издание            | Оценка          |
| IGN                | 9/10            |

Игра Cut the Rope получила положительные отзывы игровых ресурсов. Так, игра имеет 93 баллов из 100 возможных на сайте Metacritic, основываясь на 14 рецензиях.

## Награды
Игра получила премию Apple Design Awards, которая присуждается сторонним разработчикам за самые качественные приложения, созданные для компьютеров и мобильных устройств компании. В марте 2011 года Cut the Rope на 7 церемонии награждения премии Британской Академии в области видеоигр была присуждена премия BAFTA в номинации «Handheld».